# Gastão III de Foix
Gastão III, apelidado Febo (em latim: Phoebus), filho de Gastão II de Foix-Béarn e de Leonor de Cominges , que eram primos-irmãos. Foi conde soberano de Foix e (com o nome de Gastão X) visconde soberano de Béarn, conde de Bigorra, e outros senhorios como o: Marsan, Oloron, Brulhes, Gabarret e Lautrec, senhor de Andorra e Donasà. Sucedeu em 1343, com a idade de 12 anos, a seu pai Gastão II o Paladino, morto em Alméria numa cruzada contra os mouros da Espanha. Após suceder a seu pai, sua mãe percorreu com ele por todos seus Estados obrigando aos senhores a prestar-lhe homenagem para assegurar e manter a herança de seu antecessor. 
Casou-se com Inês de Navarra, filha da rainha Joana II de Navarra e de Filipe de Évreux, falecida em 1391. Com ela teve um só filho, chamado Gastão, que casou com Beatriz de Armagnac, mas morreu sem filhos antes de seu pai em 4 de janeiro de 1382, morreu na prisão já que seu próprio pai encarcerou-o após uma tentativa de envenenamento por parte de seu filho por conta do rei Carlos II de Navarra. Com sua amante Caterina de Rabat teve quatro filhos:
- Garcia de Béarn, nomeado visconde de Ossau, casado com Ana de Lavedan.
- Peranudet de Béarn, morreu provavelmente jovem.
- Bernardo de Béarn, morreu por volta de 1381, que foi o primeiro senhor de Medinaceli pelo seu casamento com Isabel de la Cerda Pérez de Guzmán, senhora de Huelva, Gibraleón e El Puerto de Santa María. Deste enlace descendem os Duques de Medinaceli.
- João de Béarn, falecido sem filhos em 1392.

De Gastão Febo cabe destacar suas obras literárias: "O livro da caça" e "O livro das orações". Também atribui-se-lhe a letra da canção tradicional Se canta, considerada atualmente como hino oficial da Occitânia.
Participou em 1347 na expedição de Calais. Quando o rei francês João II, o Bom tomou partido pelos Armagnacs em sua disputa com os Foix-Béarn, Gastão recusou-se a prestar homenagem de Béarn ao rei, o qual mandou prendê-lo (julho de 1356) sendo libertado após a derrota francesa em Poitiers (19 de setembro de 1356). Então Gastão marchou a Prússia para combater com a Ordem Teutônica contra os eslavos idólatras, voltando à França em 1358. Enviou ajuda a Normandia, donde os camponeses rebelados sitiavam a fortaleza de Meaux.
Em janeiro de 1360, o conde de Armagnac e o filho deste, João de Poitiers duque de Berry, invadiram Foix. Apesar de um cessar-fogo ter sido acertado em julho do mesmo ano, os combates continuaram até que Gastão, com ajuda de mercenários, venceu decisivamente na batalha de Launac (5 de dezembro de 1362). João I foi capturado e só foi libertado após o pagamento de uma forte soma, em abril de 1365. Em 1373 João I duque de Berry foi nomeado lugar-tenente-geral de Languedoque, com a forte oposição de Gastão. A má gestão do duque de Berry acabou com sua destituição e o nomeamento para o cargo do próprio Gastão III em maio de 1380. Mas ao chegar ao trono francês Carlos VI da França restituiu em seu cargo ao duque de Berry (19 de novembro de 1380) apesar de que de fato Gastão conservou suas atribuições sobre o território.
Gastão Febo morreu em Orthez em 1391, deixando seus estados ao rei francês Carlos VI, mas seu primo Mateus I de Castelbo conseguiu tomar a herança.